# Tactic (företag)
Tactic, eller Tactic Games, är ett finländskt företag som tillverkar brädspel, pussel och leksaker. 

## Historia
Företaget startades 1967 av Aarne Heljakka i Björneborg, Finland, och där ligger ännu huvudkontoret. Nuvarande VD är Heljakkas son Markku Heljakka.
Företaget producerade 2019 fler än 5 miljoner brädspel och 2022 expoterade man till fler än 70 länder. Den egna produktionen sker främst i Finland.

## Produkter
De största titlarna i Tactics katalog är Alias, Kimble och Mölkky.
Andra titlar som ges ut av Tactic är bland annat: Backgammon, Fia, Kasta gris, Mexican train, Rappakalja och Schack samt Yatzy.